# Piotr Galant
Piotr Galant (ur. 31 marca 1955, zm. 10 maja 2017) – polski koszykarz, po zakończeniu kariery zawodniczej - trener koszykarski.

## Życiorys
Ukończył Technikum Elektryczne. Jako zawodnik występował na pozycji rozgrywającego. W latach 1976–1988 był zawodnikiem Zastalu Zielona Góra, a w 1984 wywalczył wraz z tą drużyną jej pierwszy awans do najwyższej klasy rozgrywkowej i występował w niej do 1988. Po ukończeniu studiów trenerskich pracował jako nauczyciel wychowania fizycznego w liceum, a następnie jako nauczyciel akademicki na Uniwersytecie Zielonogórskim. Po zakończeniu kariery zawodniczej był także trenerem drużyny Zastalu – w sezonie 1999/2000 w najwyższej klasie rozgrywek, od 20. kolejki (zespół spadł do I ligi, zajmując ostatnie, 16. miejsce), w rundzie jesiennej sezonu 2000/2001 w I lidze w koszykówce mężczyzn oraz żeńskiej drużyny AZS występującej w najwyższej klasie rozgrywkowej kobiet w sezonie 1994/1995 (zespół zajął ostatnie, 14. miejsce).